# You’re Me
You're Me – album muzyczny amerykańskiego pianisty jazzowego Tommy’ego Flanagana nagrany
w duecie z kontrabasistą Redem Mitchellem. Nagrania na tę płytę powstały w Penthouse Recordings w Nowym Jorku podczas sesji 24 lutego 1980. CD został wydany przez szwedzką wytwórnię Phontastic w 1980.

## Muzycy
- Tommy Flanagan – fortepian
- Red Mitchell – kontrabas

## Lista utworów
| 1. | "You're Me" (Red Mitchell)                            | 4:31  |
|    |                                                       |       |
| 2. | "Darn That Dream" (Jimmy Van Heusen)                  | 8:11  |
|    |                                                       |       |
| 3. | "What Am I Here For?" (Duke Ellington, Frankie Laine) | 4:50  |
|    |                                                       |       |
| 4. | "When I Have You" (Red Mitchell)                      | 7:31  |
|    |                                                       |       |
| 5. | "All the Things You Are" (Jerome Kern)                | 6:45  |
|    |                                                       |       |
| 6. | "Milestones" (Miles Davis)                            | 4:59  |
|    |                                                       |       |
| 7. | "Whisper Not" (Benny Golson)                          | 6:54  |
|    |                                                       |       |
| 8. | "There Will Never Be Another You" (Harry Warren)      | 5:14  |
|    |                                                       |       |
|    |                                                       | 48:55 |
|    |                                                       |       |